# Igo Genova Volley 2005-2006
La Igo Genova Volley ha disputato la Serie A2 italiana di pallavolo maschile 2005-2006.

## Risultati ottenuti
- Serie A2: 14ª classificata; retrocessa; in estate ha acquistato i diritti della Acanto Mantova; successivamente Spoleto è stata ripescata al posto di Genova non ammessa in Serie A2 per la mancata firma della liberatoria da parte di un ex giocatore (Andrea Bernabè) della Acanto Mantova
- Coppa Italia di Serie A2: non qualificata

## Classifiche
| ..   | Serie A2                         | ..  |
| Pos. | Squadra                          | Pt. |
| ---- | -------------------------------- | --- |
| 1.   | Prisma Taranto                   | 78  |
| 2.   | Premier Hotels Crema             | 66  |
| 3.   | Teleunit Gioia del Colle         | 59  |
| 4.   | Mercatone Uno Pineto             | 53  |
| 5.   | Armet Fiorese Bassano del Grappa | 51  |
| 6.   | Salento d'Amare Taviano          | 51  |
| 7.   | Esse-Ti Carilo Loreto            | 49  |
| 8.   | Materdomini Castellana Grotte    | 48  |
| 9.   | S.E.C. Isernia                   | 48  |
| 10.  | Mail Service Corigliano          | 43  |
| 11.  | Eurospar Banca Etruria Arezzo    | 40  |
| 12.  | Acanto Mantova                   | 35  |
| 13.  | Monini Spoleto                   | 34  |
| 14.  | Carige Copra Genova              | 29  |
| 15.  | Sira Cucine Ancona               | 22  |
| 16.  | Estense Carife Ferrara           | 14  |